# شهرستان الجعفریه
ناحیهٔ الجعفریة (به عربی: مدیریة الجعفریة) یک ناحیه در یمن است که در استان ریمه واقع شده‌است.

## خصوصیات
ناحیهٔ الجعفریة ۶۹٬۷۰۵ نفر جمعیت دارد.